# 勒加恩
勒加恩（法語：Le Garn，法語發音：[lə ɡaʁn]）是法国加尔省的一个市镇，属于尼姆区。

## 地理
勒加恩（44°18'23"N, 4°28'22"E）面积10.81 平方千米，位于法国奧克西塔尼大區加尔省，该省份为法国南部沿海省份，南端濒地中海，北起顺时针与阿尔代什省、沃克吕兹省、罗讷河口省、埃罗省、阿韦龙省和洛泽尔省接壤。
与勒加恩接壤的市镇（或旧市镇、城区）包括：维拉克堡、奥尔尼亚克拉文、圣勒梅兹、艾盖兹、伊西拉克、拉瓦勒圣罗芒。

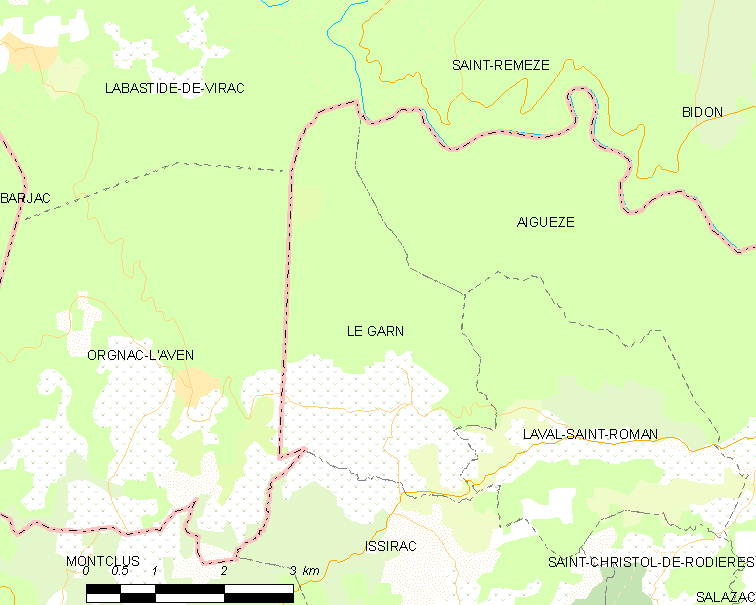
勒加恩的OSM定位图

勒加恩的时区为UTC+01:00、UTC+02:00（夏令时）。

## 行政
勒加恩的邮政编码为30760，INSEE市镇编码为30124。

## 政治
勒加恩所属的省级选区为蓬圣埃斯普里县。

## 人口

1962-2008年间勒加恩人口变化图示

勒加恩于2022年1月1日时的人口数量为255人。